# Le Noyer, Cher

Le Noyer este o comună în departamentul Cher, Franța. În 1 ianuarie 2022 avea o populație de 236 de locuitori.